# Johann Theodor Laurent
Johann Theodor Laurent (ur. 6 lipca 1804 w Akwizgranie, zm. 20 lutego 1884 w Luksemburgu) – luksembursko-niemiecki biskup rzymskokatolicki, wikariusz apostolski Północnych Niemiec w latach 1839–1841, wikariusz apostolski Luksemburga w latach 1841–1856.

## Życiorys

### Młodość i wykształcenie
Johann Theodor Laurent urodził się w ubogiej rodzinie 6 czerwca 1804 w niemieckiej miejscowości Akwizgran. Jego ojciec, Luksemburczyk, Franz Laurent, miał 14 dzieci z żoną Gertrude Schönen pochodzącą z Akwizgranu. Po ukończeniu gimnazjum w Akwizgranie, przez dwa lata studiował teologię w Bonn, po czym przeniósł się do seminarium duchownego w belgijskiej diecezji Lüttich (Liège).

### Kapłan
W wieku 24 lat, w dniu 14 marca 1829 roku został wyświęcony na kapłana w belgijskiej diecezji Liège. W latach 1829–1835 był wikariuszem w Heerlen, zaś w latach 1835-1839 pracował jako proboszcz w belgijskiej parafii w Gemmenich, w pobliżu miejscowości Plombières.

### Wikariusz apostolski
W dniu 17 września 1839 roku papież Grzegorz XVI mianował go biskupem ze stolicą tytularną w Chersonesus na Krecie, jednocześnie mianując go Wikariuszem Apostolskim Północnych Niemiec. Sakrę biskupią przyjął w katedrze w Liège z rąk biskupa Corneliusa Richarda Antoona van Bommela w dniu 27 grudnia 1839 roku, współkonsekratorami zaś byli: abp Carlo Giuseppe Benedetto Mercy d’Argenteau oraz bp Nicolas-Joseph Dehesselle.
Nominacja Laurenta nie została przyjęta przez rząd pruski i z tego powodu 15 listopada 1840 złożył rezygnację z urzędu i zamieszkał w Akwizgranie.
W dniu 1 grudnia 1841 roku został mianowany Wikariuszem Apostolskim Luksemburga, ale nominacja była utrzymywana w tajemnicy na życzenie Wilhelma II Holenderskiego, Wielkiego Księcia Luksemburga (i króla Niderlandów). Działalność Johanna Theodora Laurenta skupiona była wokół starań na rzecz powołania seminarium duchownego, uregulowania systemu parafialnego w Luksemburgu, oraz wzmocnienia wpływów Kościoła w szkołach.
2 czerwca 1856 roku, na ręce papieża Piusa IX złożył rezygnację z pełnionego urzędu. Została ona przyjęta przez papieża 10 lipca 1856 roku. Formalnie zakończył on pełnienie obowiązków z dniem 28 lipca 1856 roku, kiedy to kanonicznie urząd Wikariusza Apostolskiego Luksemburga objął jego następca, bp Nikolaus Adames.
Zmarł 20 lutego 1884 roku, w wieku 79 lat.